# Primula klaveriana
Primula klaveriana är en viveväxtart som beskrevs av George Forrest. Primula klaveriana ingår i släktet vivor, och familjen viveväxter. Inga underarter finns listade i Catalogue of Life.